# Allan Macqueen
Allan Macqueen war ein australischer Hersteller von Motoren und  Automobilen.

## Unternehmensgeschichte
Das Unternehmen aus South Melbourne stellte ursprünglich Motoren her. 1913 begann die Produktion von Automobilen. Der Markenname lautete Macque. Im gleichen Jahr endete die Automobilproduktion. Insgesamt wurden nur wenige Fahrzeuge verkauft.

## Fahrzeuge
Das einzige Modell war ein Kleinwagen. Ein Zweizylinder-Boxermotor mit 1137 cm³ Hubraum trieb das Fahrzeug an. Der Motor war wahlweise luftgekühlt oder wassergekühlt. Die Motorleistung von 10 PS wurde über ein Friktionsgetriebe und Riemen an die Hinterachse übertragen. Der Radstand maß 265 cm.
Ein Fahrzeug wurde in einem Rennen eingesetzt.